# Hieracium dolichaetum
Hieracium dolichaetum es una especie de planta con flor del género Hieracium, de la familia Asteraceae, orden Asterales.

## Distribución
Hieracium dolichaetum se distribuye por Suiza, Italia y Austria.

## Taxonomía
Fue descrita científicamente por Zahn. Fue publicada en W. D. J. Koch, Syn. Deut. Schweiz. Fl., Ed. 3.